# Jan Niedenthal
Jan Niedenthal (ur. 17 stycznia 1906 we Lwowie, zm. 14 marca 1976 w Londynie) – polski prokurator w II Rzeczypospolitej, urzędnik ministerialny Wielkiej Brytanii.

## Życiorys
Urodził się 17 stycznia 1906 we Lwowie. Ukończył studia prawnicze na Wydziale Prawa Uniwersytetu Jana Kazimierza we Lwowie. Przed 1939 był wiceprokuratorem Sądu Okręgowego w Wilnie.
Po wybuchu II wojny światowej przedostał się przez Litwę i Szwecję na Zachód i został żołnierzem Wojska Polskiego we Francji. Uczestniczył w kampanii francuskiej 1940 w szeregach 1 Dywizji Grenadierów, po czym został wzięty przez Niemców do niewoli, z której zbiegł. Następnie trafił do Hiszpanii, gdzie był internowany. Po odzyskaniu wolności stamtąd przedostał się do Wielkiej Brytanii. Pracował w  rządzie RP na uchodźstwie.
Po zakończeniu wojny pozostał na emigracji w Wielkiej Brytanii. Był oficerem rezerwy Grenadierów. 27 maja 1958 został naturalizowany w Wielkiej Brytanii. Był zatrudniony w Ministerstwie Edukacji (Ministry of Education), będąc przydzielonym do departamentu funkcjonującego na rzecz Polaków.
Zmarł 14 marca 1976 w Londynie.
Z poznaną już w Anglii żoną Heleną z domu Łyżwańską (1914–2001, przed wojną pracownica Polskiej Agencji Telegraficznej) miał córkę Krystynę i syna Chrisa (ur. 1950), który został fotografem.

## Odznaczenia
- Kawaler Orderu Imperium Brytyjskiego (1960, za pracę na rzecz Polaków, którzy zostali w Wielkiej Brytanii po II Wojnie światowej; udekorowany przez Elżbietę II w dniu 23 lutego 1961)[7][3]
- odznaczenia polskie i zagraniczne[4]